# Le Châtelet (Cher)
Pour les articles homonymes, voir Châtelet.
Le Châtelet est une commune française rurale, située dans le département du Cher en région Centre-Val de Loire. Ses habitants sont les Castelloises et les Castellois.

## Géographie

### Localisation
Située au sud du département du Cher, dans la région naturelle du Boischaut Sud, la commune est entourée par Saint-Pierre-les-Bois, Ids-Saint-Roch, Saint-Maur, Saint-Jeanvrin et Maisonnais. Le Châtelet est chef-lieu de canton et fait partie de l'arrondissement de Saint-Amand-Montrond. La grande ville la plus proche est Montluçon, à 42 kilomètres de distance.
Le Châtelet se trouve sur le tracé du méridien de Paris.
| Maisonnais     | Saint-Pierre-les-Bois | Marçais  |
| Beddes         | Châtelet              | Ardenais |
| Saint-Jeanvrin | Saint-Maur            | Reigny   |

### Climat
Pour des articles plus généraux, voir Climat du Centre-Val de Loire et Climat du Cher.
En 2010, le climat de la commune est de type climat océanique dégradé des plaines du Centre et du Nord, selon une étude du CNRS s'appuyant sur une série de données couvrant la période 1971-2000. En 2020, Météo-France publie une typologie des climats de la France métropolitaine dans laquelle la commune est exposée à un climat océanique altéré et est dans la région climatique Ouest et nord-ouest du Massif Central, caractérisée par une pluviométrie annuelle de 900 à 1 500 mm, maximale en automne et en hiver.
Pour la période 1971-2000, la température annuelle moyenne est de 11,2 °C, avec une amplitude thermique annuelle de 15,4 °C. Le cumul annuel moyen de précipitations est de 768 mm, avec 11,5 jours de précipitations en janvier et 7,5 jours en juillet. Pour la période 1991-2020, la température moyenne annuelle observée sur la station météorologique la plus proche, située sur la commune de Châteaumeillant à 11 km à vol d'oiseau, est de 11,9 °C et le cumul annuel moyen de précipitations est de 799,3 mm,. Pour l'avenir, les paramètres climatiques de la commune estimés pour 2050 selon différents scénarios d'émission de gaz à effet de serre sont consultables sur un site dédié publié par Météo-France en novembre 2022.

## Urbanisme

### Typologie
Au 1er janvier 2024, Le Châtelet est catégorisée commune rurale à habitat dispersé, selon la nouvelle grille communale de densité à 7 niveaux définie par l'Insee en 2022.
Elle est située hors unité urbaine et hors attraction des villes,.

### Occupation des sols
L'occupation des sols de la commune, telle qu'elle ressort de la base de données européenne d’occupation biophysique des sols Corine Land Cover (CLC), est marquée par l'importance des territoires agricoles (85,9 % en 2018), une proportion sensiblement équivalente à celle de 1990 (86,5 %). La répartition détaillée en 2018 est la suivante : 
prairies (56,6 %), terres arables (25,3 %), forêts (11,5 %), zones agricoles hétérogènes (4 %), zones urbanisées (2,6 %).
L'évolution de l’occupation des sols de la commune et de ses infrastructures peut être observée sur les différentes représentations cartographiques du territoire : la carte de Cassini (XVIIIe siècle), la carte d'état-major (1820-1866) et les cartes ou photos aériennes de l'IGN pour la période actuelle (1950 à aujourd'hui).

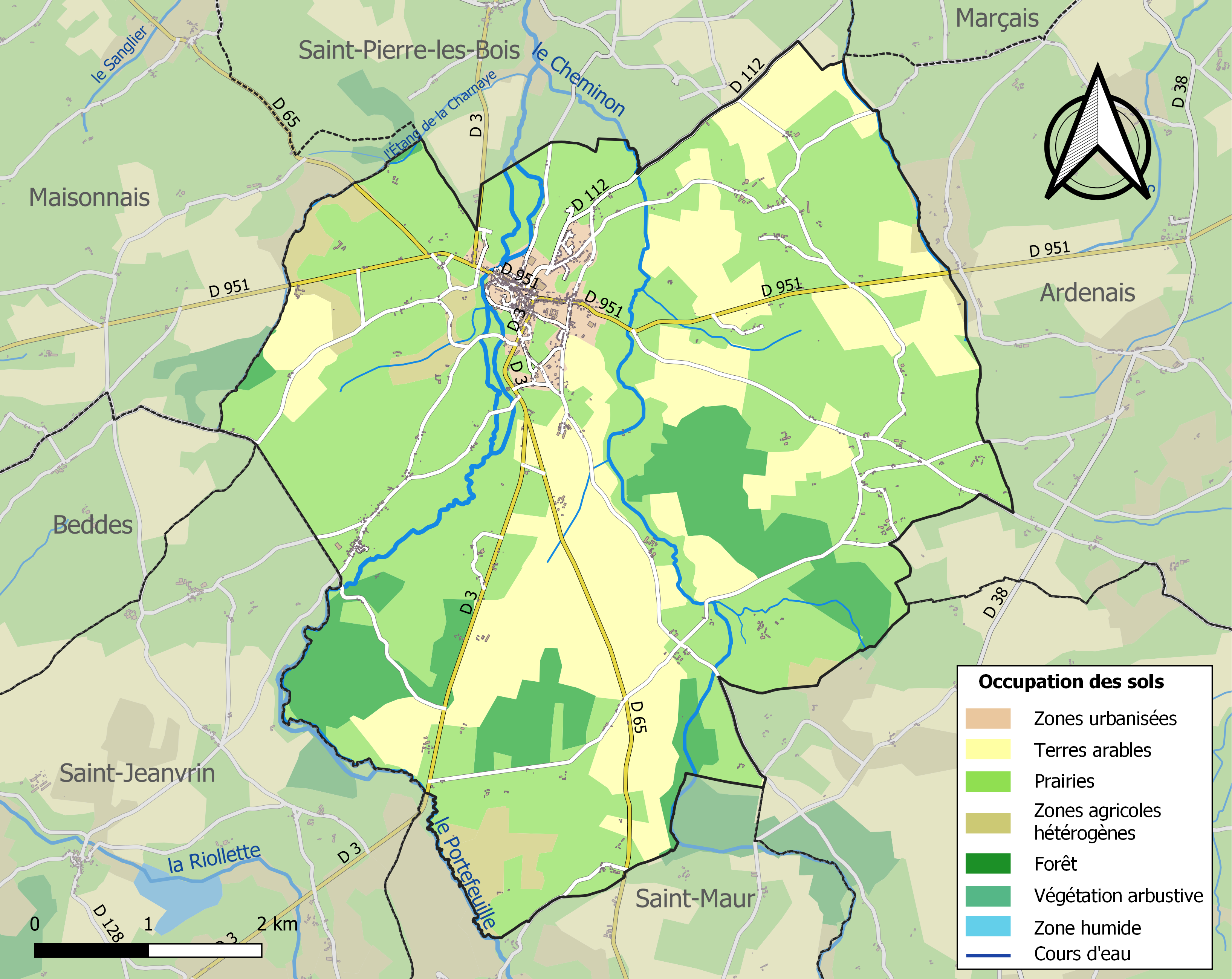
Carte des infrastructures et de l'occupation des sols de la commune en 2018 (CLC).

### Risques majeurs
Le territoire de la commune duChâtelet est vulnérable à différents aléas naturels : météorologiques (tempête, orage, neige, grand froid, canicule ou sécheresse), mouvements de terrains et séisme (sismicité faible). Il est également exposé à un risque technologique,  le transport de matières dangereuses. Un site publié par le BRGM permet d'évaluer simplement et rapidement les risques d'un bien localisé soit par son adresse soit par le numéro de sa parcelle.

#### Risques naturels

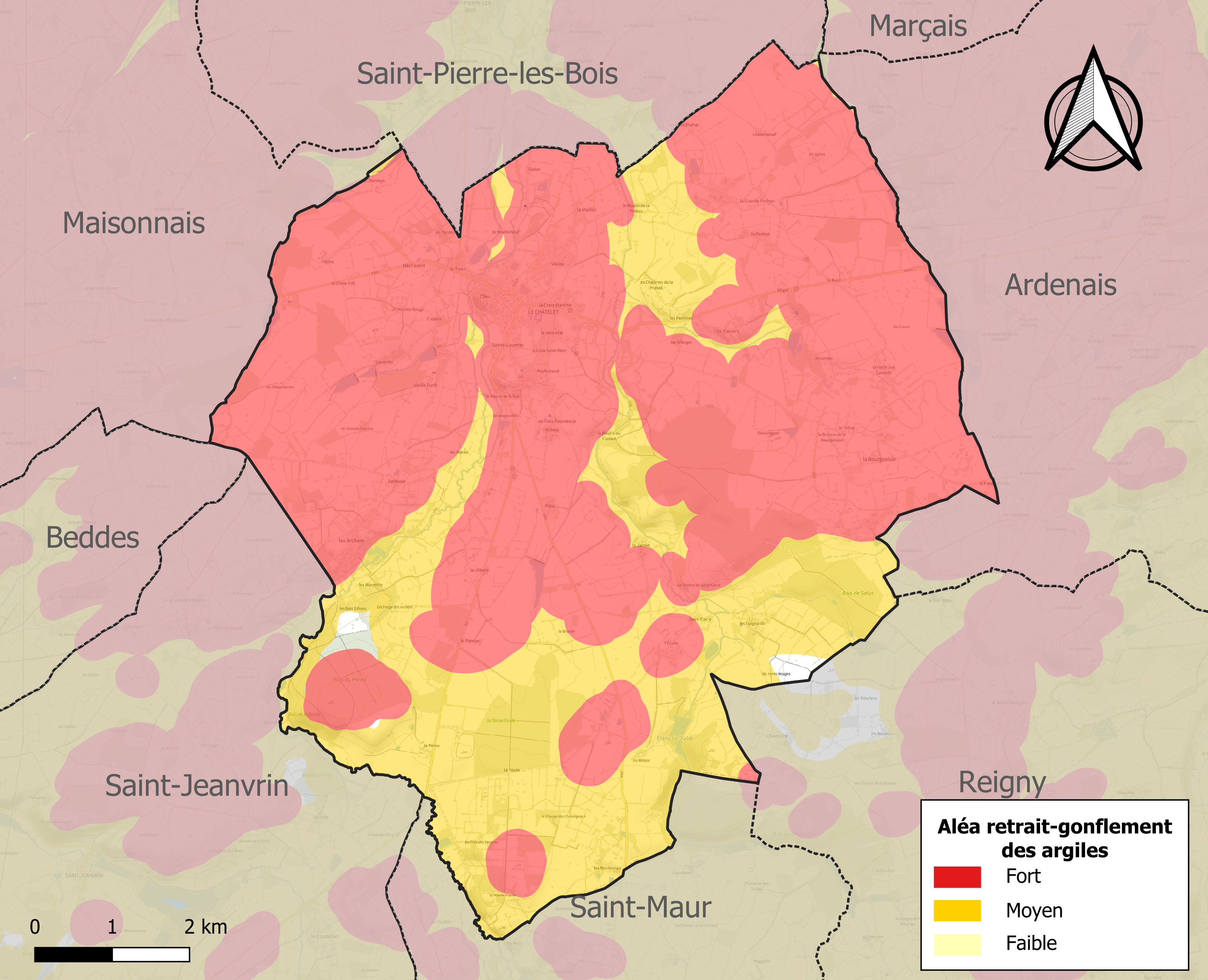
Carte des zones d'aléa retrait-gonflement des sols argileux duChâtelet.

La commune est vulnérable au risque de mouvements de terrains constitué principalement du retrait-gonflement des sols argileux. Cet aléa est susceptible d'engendrer des dommages importants aux bâtiments en cas d’alternance de périodes de sécheresse et de pluie. 99,3 % de la superficie communale est en aléa moyen ou fort (90 % au niveau départemental et 48,5 % au niveau national). Sur les 644 bâtiments dénombrés sur la commune en 2019, 644 sont en aléa moyen ou fort, soit 100 %, à comparer aux 83 % au niveau départemental et 54 % au niveau national. Une cartographie de l'exposition du territoire national au retrait gonflement des sols argileux est disponible sur le site du BRGM,.
Concernant les mouvements de terrains, la commune a été reconnue en état de catastrophe naturelle au titre des dommages causés par la sécheresse en 1995, 2016, 2018 et 2019 et par des mouvements de terrain en 1999.

#### Risques technologiques
Le risque de transport de matières dangereuses sur la commune est lié à sa traversée par des infrastructures routières ou ferroviaires importantes ou la présence d'une canalisation de transport d'hydrocarbures. Un accident se produisant sur de telles infrastructures est en effet susceptible d’avoir des effets graves au bâti ou aux personnes jusqu’à 350 m, selon la nature du matériau transporté. Des dispositions d’urbanisme peuvent être préconisées en conséquence.

## Toponymie
Castelliolum vers 1020; le Chatellet sur la Carte de Cassini au XVIIIe siècle.
Au cours de la Révolution française, la commune porte provisoirement le nom de Librefeuille.

## Histoire

### Époque moderne
Au  XVIIe siècle, les habitants de la commune vivent essentiellement du travail de la terre. La communauté du Châtelet est épargnée par la crise démographique au début du XVIIIe siècle, puisqu’elle passe de 150 feux en 1709 à 158 en 1726.

## Politique et administration

### Liste des maires
| Période                                  | Période      | Identité                    | Étiquette | Qualité                                                                                   |
| ---------------------------------------- | ------------ | --------------------------- | --------- | ----------------------------------------------------------------------------------------- |
| Les données manquantes sont à compléter. |              |                             |           |                                                                                           |
| 1903                                     | 1920         | Louis Delort                | Rad.      | Propriétaire agriculteur, conseiller d'arrondissement                                     |
| 1920                                     | 1936         | Moïse Darnault              | RG        | Conseiller d'arrondissement                                                               |
|                                          | août 1972    | Armand Dumont               | PCF       |                                                                                           |
| octobre 1972                             | juin 1995    | René Dubreuil               | RPR       | Député du Cher Conseiller général (1972-1998)                                             |
| juin 1995                                | mars 2014    | Bernard Jamet               | DVD       | Conseiller général (1998-2011)                                                            |
| mars 2014                                | juillet 2020 | Mireille Brunet             |           | Retraitée                                                                                 |
| juillet 2020                             | En cours     | Bernadette Perrot-Dubreuil, | LR        | Professeure des écoles ou instituteur ou assimilée Conseillère départementale depuis 2021 |

## Démographie
L'évolution du nombre d'habitants est connue à travers les recensements de la population effectués dans la commune depuis 1793. Pour les communes de moins de 10 000 habitants, une enquête de recensement portant sur toute la population est réalisée tous les cinq ans, les populations de référence des années intermédiaires étant quant à elles estimées par interpolation ou extrapolation. Pour la commune, le premier recensement exhaustif entrant dans le cadre du nouveau dispositif a été réalisé en 2004.

En 2022, la commune comptait 920 habitants, en évolution de −10,77 % par rapport à 2016 (Cher : −2,48 %, France hors Mayotte : +2,11 %).
| 1793  | 1800  | 1806  | 1821  | 1831  | 1836  | 1841  | 1846  | 1851  |
| ----- | ----- | ----- | ----- | ----- | ----- | ----- | ----- | ----- |
| 1 033 | 1 023 | 1 068 | 1 200 | 1 368 | 1 435 | 1 583 | 1 720 | 1 713 |

| 1856  | 1861  | 1866  | 1872  | 1876  | 1881  | 1886  | 1891  | 1896  |
| ----- | ----- | ----- | ----- | ----- | ----- | ----- | ----- | ----- |
| 1 832 | 1 842 | 2 000 | 2 126 | 2 216 | 2 233 | 2 283 | 2 270 | 2 191 |

| 1901  | 1906  | 1911  | 1921  | 1926  | 1931  | 1936  | 1946  | 1954  |
| ----- | ----- | ----- | ----- | ----- | ----- | ----- | ----- | ----- |
| 2 099 | 2 138 | 1 954 | 1 658 | 1 625 | 1 552 | 1 458 | 1 400 | 1 257 |

| 1962  | 1968  | 1975  | 1982  | 1990  | 1999  | 2004  | 2006  | 2009  |
| ----- | ----- | ----- | ----- | ----- | ----- | ----- | ----- | ----- |
| 1 233 | 1 226 | 1 265 | 1 151 | 1 106 | 1 104 | 1 139 | 1 131 | 1 130 |

| 2014  | 2019 | 2022 | - | - | - | - | - | - |
| ----- | ---- | ---- | - | - | - | - | - | - |
| 1 053 | 943  | 920  | - | - | - | - | - | - |

.

## Économie

### Le village potier des Archers
Ancien village de potiers (une vingtaine de potiers exercent en 1809) que l'Association Mélusine et la commune du Châtelet reconstituent en permettant l'établissement de potiers dans ce village. De nombreux épis de faîtage sont visibles sur les maisons. Depuis 1997, sept potiers se sont installés et sont ouverts toute l'année. Un marché des potiers se tient dans le village tous les troisièmes dimanches de juin.

## Culture locale et patrimoine

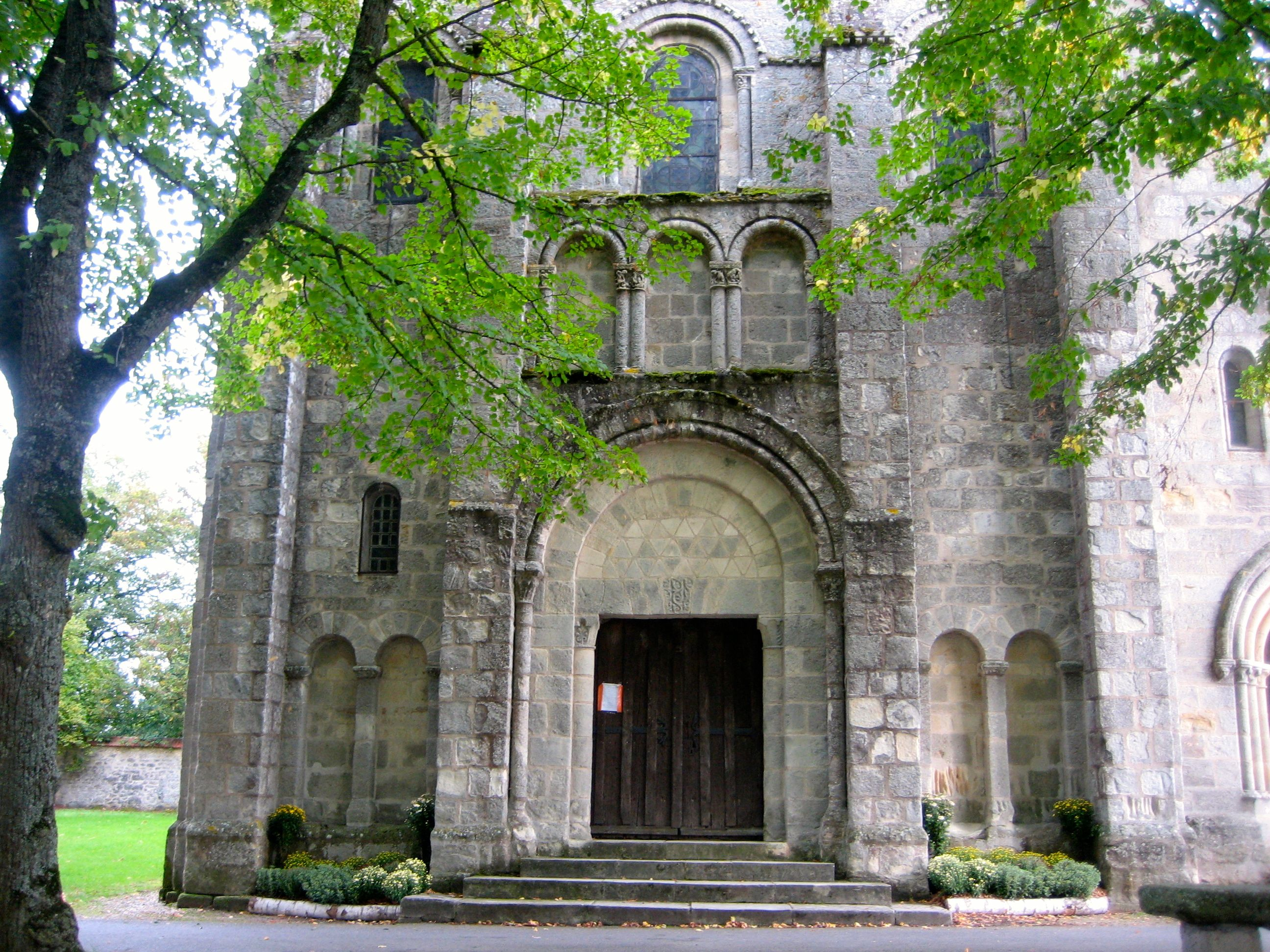
Facade de l'église de Puyferrand.

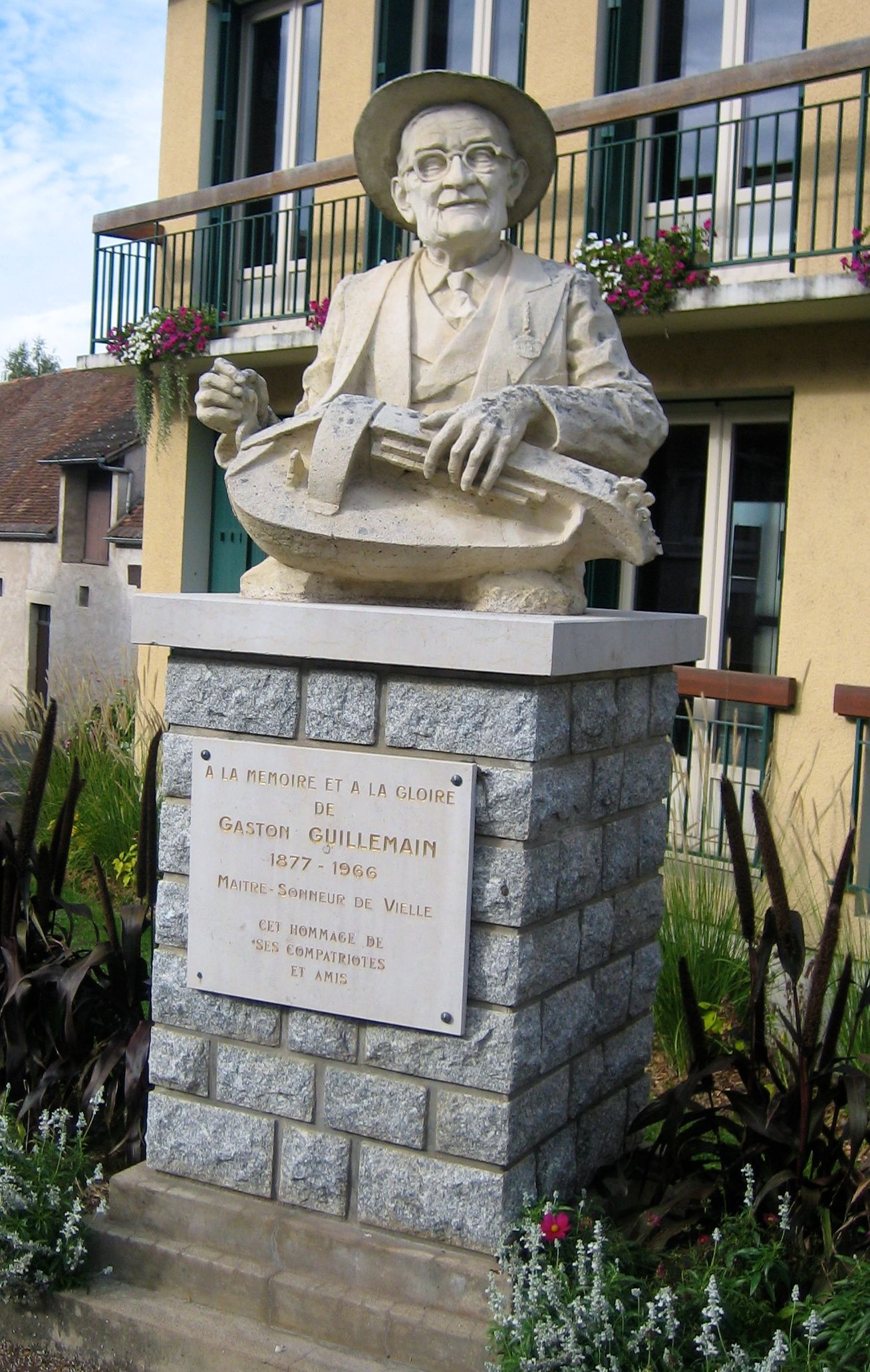
Gaston Guillemain, célèbre « vielleux ».

### Lieux et monuments
- Abbaye de Puyferrand : l'abbaye de Puyferrand date du XIe siècle. Elle est pillée et incendiée en 1569, puis rénovée au  XVIIe siècle par l'abbé Pierre Gaussens[30]. Elle est classée Monument historique depuis 1911[31]. De style roman, elle possède plusieurs particularités : sa voûte ogivale du XVIIe siècle, des statues en bois du XIIIe siècle, une remarquable pietà datant du XVe siècle, des passages berrichons et des stalles provenant du prieuré d'Orsan. Elle appartient à la commune.
- Le musée de la poterie, ouvert depuis juin 2005, est réalisé dans la maison de Jean-Louis Manigault, potier du village des Archers, qui a cessé son activité en 1943. On y découvre la pièce à vivre, l'atelier, typique du XIXe siècle. La loge de cuisson possède un four à bois de type Sèvres ou un four à flammes renversées[32].
- L'église Saint-Martial, en pierre blanche, est reconstruite de 1887 à 1889 par l'architecte Henry Dauvergne. Elle remplace une petite chapelle en ruine qui existait depuis longtemps. Le portail de l'église est ouvragé.
- Les vestiges d'une ancienne forteresse du XVIe siècle.

### Personnalités liées à la commune
- Georges Berthoulat (Le Châtelet 1859 - Paris 1930), journaliste et homme politique, député puis sénateur de Seine-et-Oise.
- Jean-Baptiste Lemire (Colmar, Haut-Rhin 1867 - La Flèche, Sarthe 1945) : chef d'orchestre dans cette commune et compositeur.
- Gaston Guillemain (Le Châtelet 1877-? 1966) : célèbre « vielleux » qui a su donner ses lettres de noblesse à la vielle et a également fait naître de nombreuses passions. Il a ainsi contribué à inspirer les vielleux d'aujourd'hui. Sa statue, devant la mairie du Châtelet, indique qu'il est encore bien présent dans la cité et les cœurs castellois.
- Jean-Claude Laporte (1944-), vielliste contemporain initié par le précédent.

### Héraldique
|  | Les armes de la commune se blasonnent ainsi : De gueules au château d’argent maçonné de sable surmonté de trois fleurs de lys d’or rangées en chef. |